# Classe Pacinotti
La classe Pacinotti  est une classe de deux sous-marins construits pour la Marine royale italienne (en italien : Regia Marina) et entrés en service à partir de 1918. 

## Généralités de la classe
Commandés en 1913 au chantier naval FIAT San Giorgio del Muggiano, les "Pacinotti" ont été les premiers sous-marins italiens de moyenne croisière.
Appartenant à la typologie "FIAT", ils avaient une seule coque en planches et des sections transversales d'épaisseur différente ; la structure, similaire à celle des coques de torpilleurs, était adaptée pour naviguer facilement en surface,
Ils avaient une bonne vitesse en surface, alors qu'en immersion, la faible portée posait problème.
Au centre du sous-marin se trouvaient les doubles-fonds inondables, à l'intérieur de la coque ; les réservoirs de carburant étaient situés en partie à l'extérieur, à l'avant et à l'arrière, et en partie à l'intérieur, au milieu du navire.
Les tubes de torpilles avant étaient au nombre inhabituel de trois, une disposition jamais adoptée auparavant, et plus jamais.
Ils ne sont restés en service que quelques années et ont montré de mauvaises qualités : en fait, il a été décidé de ne pas construire d'autres unités similaires.

## Caractéristiques
La classe Pacinotti déplaçaient 710 tonnes en surface et 869 tonnes en immersion. Les sous-marins mesuraient 65 mètres de long, avaient une largeur de 6,05 mètres et un tirant d'eau de 4,12 mètres. Ils avaient une profondeur de plongée opérationnelle de 38 mètres. Leur équipage comptait 4 officiers, 35 sous-officiers et marins. 
Pour la navigation de surface, les sous-marins étaient propulsés par deux moteurs diesel FIAT de 2 000 chevaux-vapeur (cv) (1 472 kW), chacun entraînant un arbre d'hélice. En immersion, chaque hélice était entraînée par un moteur électrique de 450 chevaux-vapeur (331kW). Ils pouvaient atteindre 14,6 nœuds (27 km/h) en surface et 9 nœuds (16,6 km/h) sous l'eau. En surface, la classe Pacinotti avait une autonomie de 1 600 milles nautiques (2 960 km) à 14,5 nœuds (26,8 km/h); en immersion, elle avait une autonomie de 90 milles nautiques (166 km) à 3 nœuds (5,5 km/h).
Les sous-marins étaient armés de cinq tubes lance-torpilles de 45 centimètres, trois à l'avant et deux à l'arrière, pour lesquels ils transportaient un total de 5 torpilles. Ils étaient également armés de deux canons de pont de 76/30 Model 1914 de chaque côté de la tour de contrôle (kiosque) pour le combat en surface.

## Unités
| Regia Marina - Classe Pacinotti | Regia Marina - Classe Pacinotti                            | Regia Marina - Classe Pacinotti | Regia Marina - Classe Pacinotti | Regia Marina - Classe Pacinotti | Regia Marina - Classe Pacinotti                                                |
| Sous-marin                      | Chantier                                                   | Début de construction           | Lancement                       | Entrée en service               | Destination finale                                                             |
| ------------------------------- | ---------------------------------------------------------- | ------------------------------- | ------------------------------- | ------------------------------- | ------------------------------------------------------------------------------ |
| Antonio Pacinotti               | Cantiere navale del Muggiano (FIAT San Giorgio), La Spezia | 7 juin 1914                     | 13 mars 1916                    | 7 décembre 1916                 | Radié le 15 mai 1921 et démoli.                                                |
| Alberto Guglielmotti            | Cantiere navale del Muggiano (FIAT San Giorgio), La Spezia | 7 juin 1914                     | 4 juin 1916                     | 19 décembre 1916                | Coulé accidentellement par la canonnière HMS Cyclamen (1916) le 10 mars 1917.. |

### Antonio Pacinotti
Il devient opérationnel que dans les premiers mois de 1917. Le Pacinotti a accompli 23 missions infructueuses et est mis au rebut en 1921.

### Alberto Guglielmotti
Il devient opérationnel que dans les premiers mois de 1917. Le Guglielmotti a été coulé, sous un tir ami, par la canonnière HMS Cyclamen (1916), alors qu'il se déplaçait du chantier naval à sa base.

## Source de la traduction
- (it) Cet article est partiellement ou en totalité issu de l’article de Wikipédia en italien intitulé « Classe Pacinotti » (voir la liste des auteurs).